# 行书

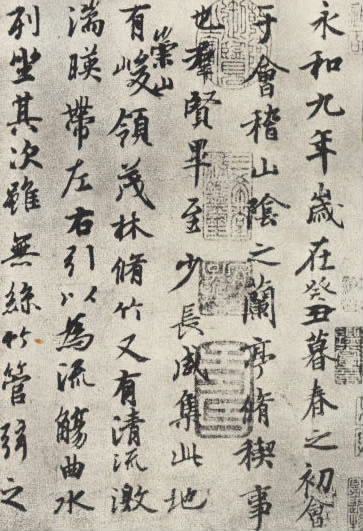
《兰亭序》的冯承素摹本

行書，分為行楷及行草，又稱為連筆字。是汉字书法中的一种手写字体风格，相傳是在東漢年間劉德升所創。唐朝張懷瓘《書斷》對行書的來源有如此看法：「行書即正書（楷書）小偽，務從簡易，相間流行，故謂之行書。」晉朝以來，多數書法家都兼工行書，其中最著名的是王羲之及其《蘭亭序》。
《祭姪文稿》是顏真卿著名的行書作品，感情生動，因此被元朝鮮于樞譽為「天下第二行書」。
《寒食帖》是蘇軾被貶黃州第三年（1082年）的寒食節於東坡雪堂寫成，是平生最得意的作品之一，被稱為「蘇書第一」，20世紀90年代有人訛稱鮮于樞評其為「天下第三行書」，其實鮮于氏一生從未評論此帖。
行草則介於草書與行書之間，文字動感也較易辨認。

## 電腦字体
华文行楷是由中国常州华文印刷新技术有限公司（SinoType）制作的TrueType电脑字体，由书法家任政担任字模书写者。由于其最初随简体中文版Microsoft Office一同分发，又颇有美感，现已被应用于中国各个领域。

## 延伸阅读
[在维基数据编辑]
 《欽定古今圖書集成·理學彙編·字學典·行書部》，出自陈梦雷《古今圖書集成》